# احمد العسم
أحمد عیسی العسم(زادهٔ ۲۱ سپتامبر ۱۹۶۴) شاعر و نویسنده اهل امارات متحده عربی است.
عضو هیئت مدیره و رئیس سابق بخش اداری اتحادیه نویسندگان امارات در راس الخیمه بوده‌است.
 از آثار او می‌توان به «صوت الرمان»، «ورد عمری» و «مشهد فی رئتی» اشاره کرد.